# Pomnik Władysława Szafera w Krakowie
Pomnik Władysława Szafera – pomnik znajdujący się w Krakowie, w Ogrodzie Botanicznym Uniwersytetu Jagiellońskiego, w dzielnicy II, na Wesołej.
Popiersie Władysława Szafera, jest dziełem zaprojektowanym przez Antoniego Hajdeckiego oraz Aleksandra Śliwę, wykonanym z betonu.
Pomnik został uroczyście osłonięty w 1976 roku.